# Javier Mascherano
Javier Alejandro Mascherano (n. 8 iunie 1984, San Lorenzo⁠(d), Provincia Santa Fe, Argentina) este un fotbalist argentinian și italian retras din activitate, care a jucat pe post de mijlocaș sau fundaș central la echipe ca Barcelona, Liverpool și River Plate. Pe plan internațional, are prezențe la națională pentru Argentina U20⁠(d), Argentina U23⁠(d), Argentina și Argentina U17⁠(d). După încheierea carierei, a devenit antrenor, și antrenează în prezent pe Inter Miami CF.

## Statistici carieră

### Club
La 25 octombrie 2017.
| Club            | Sezon         | Campionat                     | Campionat | Campionat | Cupă    | Cupă   | Cupa Ligii | Cupa Ligii | Continental | Continental | Altele  | Altele | Total   | Total  |
| Club            | Sezon         | Division                      | Meciuri   | Goluri    | Meciuri | Goluri | Meciuri    | Goluri     | Meciuri     | Goluri      | Meciuri | Goluri | Meciuri | Goluri |
| --------------- | ------------- | ----------------------------- | --------- | --------- | ------- | ------ | ---------- | ---------- | ----------- | ----------- | ------- | ------ | ------- | ------ |
| River Plate     | 2003–04       | Primera División de Argentina | 21        | 0         | —       | —      | —          | —          | 13          | 0           | —       | —      | 34      | 0      |
| River Plate     | 2004–05       | Primera División de Argentina | 25        | 0         | —       | —      | —          | —          | 12          | 1           | —       | —      | 37      | 1      |
| River Plate     | Total         | Total                         | 46        | 0         | —       | —      | —          | —          | 25          | 1           | —       | —      | 71      | 1      |
| Corinthians     | 2005          | Série A                       | 7         | 0         | 0       | 0      | —          | —          | 0           | 0           | 1       | 0      | 8       | 0      |
| Corinthians     | 2006          | Série A                       | 10        | 0         | 2       | 0      | —          | —          | 5           | 0           | 8       | 2      | 25      | 2      |
| Corinthians     | Total         | Total                         | 17        | 0         | 2       | 0      | —          | —          | 5           | 0           | 9       | 2      | 33      | 2      |
| West Ham United | 2006–07       | Premier League                | 5         | 0         | 0       | 0      | 0          | 0          | 2           | 0           | —       | —      | 7       | 0      |
| West Ham United | Total         | Total                         | 5         | 0         | 0       | 0      | 0          | 0          | 2           | 0           | —       | —      | 7       | 0      |
| Liverpool       | 2006–07       | Premier League                | 7         | 0         | 0       | 0      | 0          | 0          | 4           | 0           | —       | —      | 11      | 0      |
| Liverpool       | 2007–08       | Premier League                | 25        | 1         | 2       | 0      | 1          | 0          | 13          | 0           | —       | —      | 41      | 1      |
| Liverpool       | 2008–09       | Premier League                | 27        | 0         | 3       | 0      | 0          | 0          | 8           | 0           | —       | —      | 38      | 0      |
| Liverpool       | 2009–10       | Premier League                | 34        | 0         | 0       | 0      | 1          | 0          | 13          | 1           | —       | —      | 48      | 1      |
| Liverpool       | 2010–11       | Premier League                | 1         | 0         | —       | —      | —          | —          | —           | —           | —       | —      | 1       | 0      |
| Liverpool       | Total         | Total                         | 94        | 1         | 5       | 0      | 2          | 0          | 38          | 1           | —       | —      | 139     | 2      |
| Barcelona       | 2010–11       | La Liga                       | 27        | 0         | 7       | 0      | —          | —          | 11          | 0           | —       | —      | 45      | 0      |
| Barcelona       | 2011–12       | La Liga                       | 31        | 0         | 6       | 0      | —          | —          | 10          | 0           | 5       | 0      | 52      | 0      |
| Barcelona       | 2012–13       | La Liga                       | 25        | 0         | 6       | 0      | —          | —          | 8           | 0           | 2       | 0      | 41      | 0      |
| Barcelona       | 2013–14       | La Liga                       | 28        | 0         | 7       | 0      | —          | —          | 9           | 0           | 2       | 0      | 46      | 0      |
| Barcelona       | 2014–15       | La Liga                       | 28        | 0         | 7       | 0      | —          | —          | 12          | 0           | —       | —      | 47      | 0      |
| Barcelona       | 2015–16       | La Liga                       | 32        | 0         | 6       | 0      | —          | —          | 8           | 0           | 5       | 0      | 51      | 0      |
| Barcelona       | 2016–17       | La Liga                       | 25        | 1         | 5       | 0      | —          | —          | 8           | 0           | 2       | 0      | 40      | 1      |
| Barcelona       | 2017–18       | La Liga                       | 5         | 0         | 1       | 0      | —          | —          | 1           | 0           | 1       | 0      | 8       | 0      |
| Barcelona       | Total         | Total                         | 201       | 1         | 45      | 0      | —          | —          | 67          | 0           | 17      | 0      | 330     | 1      |
| Total carieră   | Total carieră | Total carieră                 | 363       | 2         | 52      | 0      | 2          | 0          | 137         | 2           | 26      | 2      | 580     | 6      |

Note
1. ↑  Include și cupe, cum ar fi Copa do Brasil, FA Cup și Copa del Rey
2. ↑  Toate meciuri în Copa Libertadores
3. ↑  Toate meciuri în Campeonato Paulista
4. ↑  Toate meciuri în Cupa UEFA
5. 1 2 3 4 5 6 7 8 9 10 11  Toate meciuri în Liga Campionilor UEFA
6. ↑  cinci meciuri in Liga Campionilor UEFA, opt meciuri și un gol în Europa League
7. ↑  Un meci în Supercupa Europei, două meciuri în Supercopa de España, două meciuri în Campionatul Mondial al Cluburilor FIFA
8. 1 2 3 4  Meciuri în Supercopa de España
9. ↑  Un meci în Supercupa Europei, două meciuri în Supercopa de España, un meci în Campionatul Mondial al Cluburilor FIFA

## Titluri

### River Plate
- Primera División Argentina: 1

2003–04 Clausura

### Corinthians
- Campeonato Brasileiro Série A: 1

2005

### Barcelona
- La Liga: 4

2010–11, 2012–13, 2014–15, 2015–16
- Copa del Rey: 4

2011–12, 2014–15, 2015–16, 2016–17
- Liga Campionilor UEFA: 2

2010-11, 2014–15
- Supercopa de España: 3

2011, 2013, 2016
- Supercupa Europei: 2

2011, 2015
- Campionatul Mondial al Cluburilor FIFA: 2

2011, 2015

### Internațional
- Medalii de aur la Jocurile Olimpice: 2

2004, 2008